# Tim Torn Teutenberg
Tim Torn Teutenberg (ur. 19 czerwca 2002 w Mettmann) – niemiecki kolarz torowy i szosowy, mistrz świata w madisonie (2024).

## Udział w zawodach międzynarodowych

### Imprezy mistrzowskie
| Impreza              | Rok  | Miejsce                | Wyniki | Wyniki              | Wyniki                          |
| Impreza              | Rok  | Miejsce                | omnium | wyścig eliminacyjny | wyścig drużynowy na dochodzenie |
| -------------------- | ---- | ---------------------- | ------ | ------------------- | ------------------------------- |
| Igrzyska olimpijskie | 2024 | Paryż                  | 7      | –                   | 9                               |
| Mistrzostwa świata   | 2021 | Roubaix                | DNF    | –                   | –                               |
| Mistrzostwa świata   | 2022 | Montigny-le-Bretonneux | 105    | –                   | –                               |
| Mistrzostwa świata   | 2023 | Glasgow                | 128    | –                   | –                               |
| Mistrzostwa Europy   | 2023 | Grenchen               | –      | złoto               | –                               |

### Najważniejsze zwycięstwa i sukcesy

#### Kolarstwo torowe
2022
- 1. miejsce w mistrzostwach Niemiec (omnium)
- 1. miejsce w mistrzostwach Niemiec (scratch)
- 1. miejsce w mistrzostwach Niemiec (wyścig eliminacyjny)

2023
- 1. miejsce w mistrzostwach Europy (wyścig eliminacyjny)

2024
- 1. miejsce w mistrzostwach świata (madison)
- 3. miejsce w mistrzostwach świata (druż. na dochodzenie)

#### Kolarstwo szosowe
2019
- 2. miejsce w Tour de Gironde

2022
- 4. miejsce w Orlen Wyścig Narodów

2023
- 2. miejsce w Ronde van Overijssel

2024
- 3. miejsce w Clàssica Comunitat Valenciana 1969
- 1. miejsce w Olympia’s Tour
  - 1. miejsce w klasyfikacji punktowej
- 1. miejsce w Paris-Roubaix Espoirs
- 1. miejsce na 1. etapie Tour de Bretagne
  - 1. miejsce w klasyfikacji punktowej
- 1. miejsce na 1. etapie Flèche du Sud
- 1. miejsce w mistrzostwach Niemiec do lat 23 (jazda ind. na czas)
- 3. miejsce w GP Rik Van Looy

## Rankingi

### Kolarstwo szosowe
| Rok             | 2021  | 2022 | 2023 | 2024 |
| --------------- | ----- | ---- | ---- | ---- |
| World Ranking   | 1588. | 599. | 659. | 228. |
| UCI Europe Tour | 1118. | 463. | -    | -    |
|                 |       |      |      |      |
| Źródło: UCI     |       |      |      |      |